# Conjunt de la plaça Font del Lleó (Caldes de Montbui)
|  | Per a altres significats, vegeu «Font del Lleó (desambiguació)». |

La plaça de la Font del Lleó se situa en el centre neuràlgic de l'actual vila de Caldes de Montbui (Vallès Oriental), i està catalogada com a bé cultural d'interès local.

## Història
Al llarg del temps ha rebut diferents noms: el 1880 es deia plaça major perquè era la més important del poble. Altres noms van ser de la Constitució, de la República i de España, i des del 1979 rep el nom actual.
Els seus orígens es remunten a l'època romana, ja que en el seu entorn se situà el gran complex termal de l'època, cosa que va fer créixer la vila al seu voltant. Les termes, d'època imperial, eren de grans dimensions i s'estenien per l'actual Museu de Caldes, pels balnearis Rius i Broquetas i per l'actual plaça. Les termes van continuar durant l'Edat Mitjana i van ser la causa del progrés del poble. Les edificacions que es troben son principalment del segle xx. La plaça és de planta molt irregular degut als nombrosos canvis que ha patit al llarg de la història. Hi ha una gran disparitat de tipologies, alçades i façanes.